# Trio Madeira Brasil
Trio Madeira Brasil é um conjunto musical instrumental brasileiro de choro criado no Rio de Janeiro e composto por Ronaldo do Bandolim no bandolim, Marcello Gonçalves no violão de 7 cordas e José Paulo Becker no violão.
O grupo participou do filme documentário "Brasileirinho", sobre o gênero choro e lançado em 2005, do cineasta e diretor finlandês Mika Kaurismaki. Outros músicos que participaram do filme foram Yamandú Costa e Paulo Moura, dentre outros. 

## Discografia
- Trio Madeira Brasil (1998) Independente CD
- A Flor e o Espinho (com Guilherme de Brito) (2003) Lua Discos CD
- Quando o Canto é Reza (com Roberta Sá) (2010)
- Ao Vivo em Copacabana (2015)